# Равилов, Рустам Хаметович
Руста́м Хаме́тович Рави́лов (тат. Рөстәм Хәмит улы Равилов; род. 28 сентября 1963, Казань, СССР) — доктор ветеринарных наук, профессор. Ректор Казанской государственной академии ветеринарной медицины имени Н. Э. Баумана (с 2015 года). Заслуженный деятель науки Республики Татарстан (2018).

## Биография
Рустам Равилов родился 28 сентября 1963 года в Казани. В 1980 году окончил общеобразовательную школу № 30 Советского района Казани. В 1985 году по специальности «ветеринария» окончил Казанский ветеринарный институт им. Н. Э. Баумана. После окончания учёбы, с 1985 по 1987 год, проходил службу в Советской Армии. В 1987 году поступил в аспирантуру Казанского ветеринарного института на кафедру эпизоотологии. В 1990—1999 годы работал ассистентом, старшим преподавателем на кафедре эпизоотологии.
С 1996 года — докторант лаборатории биохимии Всероссийского научного исследовательского ветеринарного института.
В 2000 году назначен заведующим кафедрой патологии мелких животных, а в 2005 году заведующим кафедрой эпизоотологии Казанской государственной академии ветеринарной медицины (КГАВМ). С 2002 по 2004 год — декан факультета стандартизации и сертификации Казанской ветеринарной академии. С 2015 года — профессор кафедры эпизоотологии, паразитологии и радиобиологии.
В декабре 2015 года Рустам Равилов назначен временно исполняющим обязанности ректора, а в мае 2016 года, набрав 97 % голосов, избран ректором КГАВМ.
6 марта 2022 года после вторжения России на Украину подписал письмо в поддержу действий президента Владимира Путина.

## Награды
- Государственная премия Республики Татарстан в области науки и техники (1995)
- Почётная грамота Министерства сельского хозяйства РФ (2004)
- Медаль «За заслуги в области ветеринарии» (2010)
- Премия Академии наук Республики Татарстан им. К. Г. Боля по ветеринарии (2011)

## Книги и публикации
Рустам Равилов автор более 130 научных трудов, в том числе и 8 патентов.
- О номенклатуре и классификации хламидий / Вафин Р. Р., Равилов Р.X., Гаффаров X.З., Равшов А. З., Исхаков Г. М., Бакиров И.X., Кашов В. Н. // Молекулярная генетика, микробиология и вирусология. 2007. № 4. С. 17-25.
- Оценка эффективности РСК и ИФА при выявлении хламидийных антител в сыворотках крови крупного рогатого скота /Банзузи Б.А.С., Равилов Р. Х., Герасимов В. В. // Ученые записки Казанской государственной академии ветеринарной медицины им. Н. Э. Баумана. 2011. Т. 206. С. 19-21.
- Разработка способа проведения ПЦР-ПДРФ на примере DGAT1-гена крупного рогатого скота / Тюлькин С. В., Вафин Р. Р., Муратова А. В., Хатыпов И. И., Загидуллин Л. Р., Рачкова Е. Н., Ахметов Т. М., Равилов Р. Х. // Фундаментальные исследования. 2015. № 2-17. С. 3773-3775.
- Краткий словарь микробиологических, вирусологических, иммунологических и эпизоотологических терминов / Госманов Р. Г., Колычев Н. М., Новицкий А. А., Равилов Р. Х., Плешакова В. И., Конев А. В. // Санкт-Петербург, 2017.
- Эпизоотическая ситуация по туберкулезу крупного рогатого скота в Республике Татарстан / Хисамутдинов А. Г., Мингалеев Д. Н., Равилов Р. Х., Валиев М. М., Угрюмова В. С., Угрюмов О. В., Равилов А. З. // В сборнике: Современные научные исследования: актуальные вопросы, достижения и инновации в АПК. Сборник Материалов Всероссийской научно-практической конференции, посвященной 145-летию Академии. 2018. С. 196—202.